# Піонер-0
Піонер-0 (англ. Pioneer 0, Thor-Able 1) — американський космічний апарат для вивчення Місяця з навколомісячної орбіти. Перший апарат програми Піонер. Створювався для доставки на орбіту Місця телевізійної камери й інших приладів під час міжнародного геофізичного року. Перша спроба відправити апарат до Місяця, перша спроба запуску апарата до іншого небесного тіла. Перший із двох апаратів американських повітряних сил, запущений до Місяця. Єдиний запуск за програмою, виконаний ВПС США, наступні запуски виконувались НАСА.
На 77 секунді польоту вибухнув перший ступінь ракети-носія Тор-Ейбл.

## Опис
Піонер-0 складався з двох присадкуватих зрізаних конусів і невисокої циліндричної секції між ними. Циліндр мав діаметр 74 см і довжину між вершинами обох конусів 76 см. Основною частиною апарата була твердопаливна гальмівна ракета з 11 кг палива, яка стирчала з нижнього конуса вздовж осі апарата. На верхньому конусі монтувались кільцем вісім маленьких малопотужних твердопаливних розгінних ракет, які мали відстрілюватись після закінчення своєї роботи. Також з верхнього конуса стирчала антена Герца. Оболонка виготовлялась зі скловолокна і фарбувалась темними і світлими смугами для регулювання температури.
Наукова апаратура масою 11,3 кг складалась з:
- інфрачервоної телевізійної системи сканування зображень для вивчення поверхні Місяця. Цей простий пристрій складався з невеликого параболічного дзеркала для фокусування відбитого світла від місячної поверхні на світловий елемент, який перетворював порції отриманого світла на електричний струм;
- акустичного датчика мікрометеоритів;
- магнітометра;
- температурних реле для фіксування внутрішньої температури.

Живлення забезпечували нікель-кадмієві батареї для вмикання ракет, срібно-цинкові батареї для телевізійної системи, ртутно-цинкові батареї для всіх інших приладів. Передавач з частотою 108,06 МГц використовував одну антену — для передачі телеметрії використовувалась поляризація електричної індукції, для передачі доплерівської інформації з телевізійної системи використовувалась поляризація магнітної індукції. Наземні команди отримувались антеною Герца з електричною індукцією на частоті 115 МГц. Апарат стабілізувався в польоті обертанням навколо власної осі зі швидкістю 1,8 оберту за секунду.

## Політ
За ідеальним планом польоту апарат мав досягти Місяця після 2,6 доби польоту і за допомогою твердопаливного двигуна TX-8-6 вийти на орбіту висотою 29'000 км, щоб перебувати біля Місяця приблизно два тижні. 17 серпня 1958 року після 77 секунд польоту перший ступінь ракети-носія Тор-Ейбл вибухнув на висоті 15,2 км. Верхні ступені впали в Атлантичний океан через 123 секунди після цього. Розслідування дійшло висновку, що аварію спричинив розрив баків пального після вибуху турбонасоса.